# Archie Harris
Ne pas confondre avec Archie Lee Harris, Jr. né en 1964, un ancien joueur de football américain.
Archibald « Archie » Harris, né le 3 juillet 1918 et mort en 1965, est un athlète américain, spécialiste du lancer du disque.

## Biographie
Le 20 juin 1941, à Palo Alto, Archie Harris établit un nouveau record du monde du lancer du disque avec la marque de 53,26 m, améliorant de 16 cm l'ancienne meilleure marque mondiale de l'Allemand Willy Schröder. Ce record sera battu par l'Italien Adolfo Consolini en avril 1946.